# Harmónica de vidro

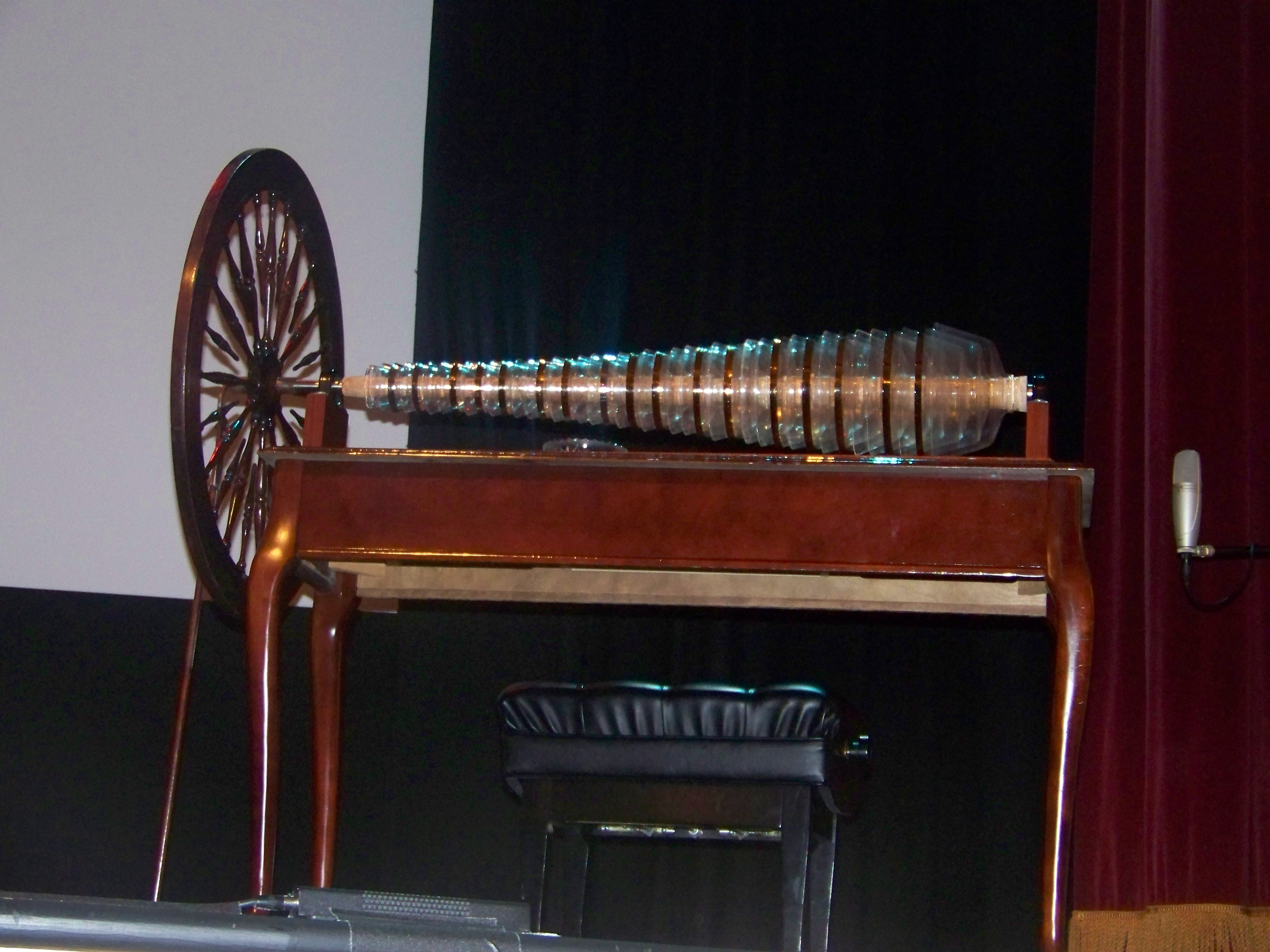
Uma harmónica de vidro similar à inventada por Benjamin Franklin.

A harmónica de vidro (em Portugal), harmônica de vidro (no Brasil) ou ainda Glass harmonica (nome nativo no EUA) é um instrumento musical, mais precisamente um idiofone friccionado.
A harmónica de vidro é constituída por um conjunto de taças de vidro semi-esféricas, de vários tamanhos, parcialmente inseridas uma dentro da outra por ordem de tamanho, de modo a fazer uma escala diatónica. Essas taças estão montadas num eixo que atravessa o centro dessas mesmas taças, e encontram-se semi-imersas num recipiente com água. Um sistema de pedal aciona o eixo de modo a que as taças girem no eixo. O instrumento é tocado friccionando os dedos em cada uma das taças umedecidas, uma para cada nota.
O desenvolvimento da harmónica de vidro deveu-se sobretudo ao trabalho de Benjamin Franklin em 1761. A ideia surgiu a partir do copofone, que é um conjunto de copos de cristal que é tocado friccionando os bordos com os dedos ligeiramente umedecidos.
Alguns espécimes de Glass harmônica do século XVIII e XIX sobreviveram até hoje. Franz Anton Mesmer foi um dos interpretes mais famosos a tocá-la e a usou como parte integrante no trato com sua doutrina mesmérica.
Wolfgang Amadeus Mozart compôs, em  1791, duas peças pouco conhecidas para o instrumento: um Adagio em dó Maior (K. 356) e um Adagio e Rondo (K. 617).